# 角瓣延胡索
角瓣延胡索（学名：Corydalis repens var. watanabei）为罂粟科紫堇属下的一个变种。

## 扩展阅读
- 維基物種上的相關：角瓣延胡索